# Hebius ishigakiense
Espèce
Synonymes
- Natrix pryeri ishigakiensis Malnate & Munstermann, 1960
- Amphiesma ishigakiense (Malnate & Munstermann, 1960)

Hebius ishigakiense est une espèce de serpents de la famille des Natricidae.

## Répartition
Cette espèce est endémique de l'archipel Nansei au Japon. Elle a été découverte à Ishigaki-jima.

## Description
L'holotype de Hebius ishigakiense, un mâle adulte, mesure 932 mm dont 254 mm pour la queue.

## Étymologie
Son nom d'espèce, composé de ishigaki et du suffixe latin -ense, « qui vit dans, qui habite », lui a été donné en référence au lieu de sa découverte, l'île d'Ishigaki.

## Publication originale
- Malnate & Munsterman, 1960 : Interpopulation variation in the colubrid snake Natrix pryeri from the Riukiu Islands, with description of a new subspecies. Proceedings of the California Academy of Sciences, sér. 4, vol. 31, no 2, p. 51-67 (texte intégral).